# Borsonella galapagana
Borsonella galapagana é uma espécie de gastrópode do gênero Borsonella, pertencente a família Borsoniidae.